# Mederi
mederi株式会社（メデリ、英: mederi Inc.）は、東京都目黒区に本社を置く、フェムテックにまつわるサービス、コミュニティ運営事業を行う日本の会社。
2021年1月に前澤友作が設立したファンドから出資を受ける。

## 概要
フェムテックを中心としたサービスを提供しており、スマートフォンで予約から診察、処方までオンラインで完結するピルの定期便サービス『mederi Pill（メデリピル）』や、法人向けの福利厚生サービス等がある。
他に妊娠や出産に関するWebメディアやオンライン美肌診療、自宅用性感染症チェックなどのサービスも提供。
社名は「私を愛でる」「お互いが愛であえる社会にしたい」という思いと、医療（medical）との連携を重視する姿勢から来ている。

## 沿革
2019年
- 8月　創業者 坂梨亜里咲が東京都港区青山に『MEDERI株式会社[注釈 1]』を設立[4][8]

2020年
- 3月　妊活サポートブランド『Ubu（現:mederi Baby）』でクラウドファンディングを実施。目標金額に対して131％達成[9]
- 7月　3000万円の第三者割当増資を実施[10][11][12]

2021年
- 1月　前澤友作設立の『前澤ファンド』から出資を受ける[5][13][14][15][16][注釈 2]
- 8月　会社名を『mederi株式会社』に変更[8]

2022年
- 1月　オンラインピル診療サービス『mederi Pill』提供開始[17][18]
- 2月　『D2C Rising Star Award 2022』 グランプリ 受賞[19]
- 4月　本社を東京都目黒区大橋に移転[8]

2023年
- 11月　セルソース株式会社の第三者割当増資を実施[20][21]

2024年
- 3月　セルソース株式会社と卵子凍結保管受託サービスについて業務提携[22][23]

2025年
- 1月　『Technology Fast 50 2024 Japan』1位 獲得[24][25]
- 1月　幹事企業として『女性活躍推進テクノロジー協議会』を設立[26][27]
- 7月　レバレジーズ株式会社のグループに参画[28]
- 7月　株式会社メンタルヘルステクノロジーズと『mederi Pill』推進について業務提携[29]

## 事業内容
フェムテック領域におけるオンライン医療支援サービスや、女性の健康支援に関する複数の事業を展開。

### mederi Pill（メデリピル）
オンラインでピルの処方を受けられる20～30代女性向けのサービスとして2022年1月にリリース。低用量ピル、超低用量ピル、ミニピル、中用量ピル、アフターピルの処方を受けられる。ミニピルは国内承認薬のみ取り扱う。
- 2022年7月　フワちゃんをTVCMのキャラクターに起用[35][36][37]
- 2022年12月　『日本サブスクリプションビジネス大賞 2022』シルバー賞 受賞[38][39]
- 2024年10月　古川優奈（ゆうちゃみ）をTVCMのキャラクターに起用[40][41][42]

### その他の事業
生理に関する相談支援、美容皮膚科領域のオンライン診療、男性型脱毛症（AGA）に対する遠隔治療、妊活支援に関する製品の提供、性感染症の自宅検査サービス、企業向けの福利厚生支援など、女性の健康課題を中心とした複数のサービスを展開。